# Study of Perspective
Study of Perspective ist eine von 1995 bis ins Jahr 2010 entstandene Reihe von Fotografien Ai Weiweis. Die Zahl der dazugehörigen Bilder variiert nach verschiedenen Informationsquellen, der Katalog zur Ausstellung „Ai Weiwei: Interlacing“ von 2011 listet 36 Bilder auf. Die unterschiedlichen Zahlen lassen sich durch die stetige Fortführung der Serie – auch auf Ai Weiweis Blog – erklären.

## Beschreibung
Alle Bilder sind gleich aufgebaut, die Kamera vor seinem Auge in der Rechten, fotografiert Ai Weiwei seinen ausgestreckten linken Arm mit erhobenen Mittelfinger, der verschiedene Hintergründe anpeilt. Das erste dieser Bilder wurde 1995 auf dem Tian’anmen-Platz in Peking aufgenommen; die erhobene Hand zum Tor des Himmlischen Friedens gerichtet. Im Laufe der Zeit kamen viele andere Bauwerke, wie das Weiße Haus oder der Reichstag in Berlin, aber auch Landschaften, wie eine der inneren Mongolei hinzu. Vermehrt sind sehr bekannte Orte oder Attraktionen abgelichtet. Auch ein Bild seiner Installation „Fountain of Light“ gehört zu der Reihe, in der er den Finger erhebt.

## Interpretationen
Das Werk wird wegen Ai Weiweis Bestrebungen nach Meinungsfreiheit meist politisch gedeutet.
Die Geste des erhobenen Mittelfingers, dem s.g. Stinkefinger, hat eine lange Tradition und geht bereits auf die Antike zurück; symbolisiert den Phallus mit der Faust als Testikel und wurde digitus impudicus digitus impudicus (lat.: digitus [der Finger]; impudens [schamlos, unverschämt]) genannt. Aus dem Mittelalter ist der erhobene Mittelfinger als drohende Geste überliefert, so man fähig war mit seinem starken Finger die Sehne eines Bogens zu spannen. Heute gilt der erhobene Mittelfinger international als beleidigende Geste. Dieses starke Symbol nutzt Ai Weiwei zur Irritation des Betrachters. Der Titel ist entgegen der bildlichen Wirkung gewählt. Dieser – „Study of perspective“ – rückt die Geste in einen technischen Kontext, den man aus der Fotografie mit Kameras ohne Vorrichtung zur Ermittlung der Schärfe kennt, um Entfernungen einschätzen zu können.
Hierfür hält man den Daumen mit ausgestrecktem Arm vor sich, und peilt mit einem offenen Auge sein Ziel an. Mit dem Wechsel des Auges springt der Daumen eine gewisse Distanz. Mit einem Faktor 10 multipliziert ergibt die geschätzte Distanz, die der Finger imaginär abtastet, die Strecke zum Ziel. Diese Technik basiert auf den mathematischen Formeln der Strahlensätze. Aber auch ohne dieses Vorwissen relativiert der Titel die starke Geste, handelt es sich ja um eine „Studie“.
Eine einzelne Fotografie der Reihe für sich, lässt den Betrachter eine Abwehrhaltung gegenüber dem Hintergrund verspüren, oder zumindest nachempfinden. Verstärkt wird das durch die Ich-Perspektive, die eine Identifikation mit dem Bildinhalt und somit dem Fotografen erzielt. Dieses Prinzip des „menschlichen Erkennens“ (Stephan Günzel in „Egoshooter“, 2012) wird auch in Egoshootern genutzt.
Die – meist allgemein bekannten – Schauplätze, wecken in dem Betrachter eigene Assoziationen, die mit der negativen Geste abgeglichen werden. Hier tritt der Moment der Irritation ein.
Im Kontext mit den anderen Bildern der Reihe entsteht der Eindruck einer allgemeinen Distanzierung zu den gewählten Hintergrundmotiven.